# Мороз Сергій Амвросійович
Мороз Сергій Амвросійович (21 лютого 1937 Київ, УРСР — 16 липня 1997 Київ, Україна) — вчений-геолог. Доктор геолого-мінералогічних наук, професор. Заслужений діяч науки і техніки України (1997).

## Життєпис
Народився у сім'ї службовців у Києві.
Середню школу закінчив 1955 року з медаллю.
1960 року з відзнакою закінчив геологічний факультет Київського державного університету ім. Т. Г. Шевченка.
У 1960—1962 роках працював в Інституті геологічних наук АН УРСР.
На початку 1960-х років викладав у Київському геологорозвідувальному технікумі.

### Нагороди
- Орден «За заслуги» 3-го ступ. (1997).